# Andreas Berger
Andreas Berger (* 9. června 1961 Gmunden) je bývalý rakouský atlet a olympionik, běžec, sprinter.
Největších úspěchů dosahoval na evropských halových šampionátech na přelomu 80. a 90. let 20. století. V roce 1989 se stal halovým mistrem Evropy v běhu na 60 metrů.